# Férfi gerelyhajítás az 1908. évi nyári olimpiai játékokon
Az 1908. évi nyári olimpiai játékokon az atlétika férfi gerelyhajítás versenyszámát július 17-én rendezték a White City stadionban.

## Rekordok
A versenyt megelőzően nem volt hivatalos rekord érvényben férfi gerelyhajításban:
A versenyen új olimpiai rekord született:
| Otto Nilsson (SWE) | 47,11 m | London, Egyesült Királyság | 1908. július 17. | Selejtező |
| Eric Lemming (SWE) | 53,69 m | London, Egyesült Királyság | 1908. július 17. | Selejtező |
| Eric Lemming (SWE) | 54,83 m | London, Egyesült Királyság | 1908. július 17. | Döntő     |

## Eredmények
Az eredmények méterben értendők. A rövidítések jelentése a következő:
- Q: a 3 legjobb eredményt elért versenyző, továbbjutott
- OR: olimpiai rekord

### Selejtező
Az eredeti dokumentumokban csak a legjobb dobásokat dokumentálták.
| H      | Cs | Név                | Nemzet               | L          | Mj    |
| ------ | -- | ------------------ | -------------------- | ---------- | ----- |
| 1.     | B  | Eric Lemming       | Svédország (SWE)     | 53,69      | Q, OR |
| 2.     | B  | Arne Halse         | Norvégia (NOR)       | 50,57      | Q     |
| 3.     | A  | Otto Nilsson       | Svédország (SWE)     | 47,11      | Q, OR |
| 4.     | A  | Aarne Salovaara    | Finnország (FIN)     | 45,89      |       |
| 5.     | A  | Armas Pesonen      | Finnország (FIN)     | 45,17      |       |
| 6.–16. | A  | Karl Bechler       | Németország (GER)    | nincs adat |       |
| 6.–16. | A  | John Johansen      | Norvégia (NOR)       | nincs adat |       |
| 6.–16. | A  | Juho Halme         | Finnország (FIN)     | nincs adat |       |
| 6.–16. | A  | Harálambosz Zúrasz | Görögország (GRE)    | nincs adat |       |
| 6.–16. | A  | Henry Leeke        | Nagy-Britannia (GBR) | nincs adat |       |
| 6.–16. | A  | Hugo Wieslander    | Svédország (SWE)     | nincs adat |       |
| 6.–16. | A  | Jimmy Tremeer      | Nagy-Britannia (GBR) | nincs adat |       |
| 6.–16. | B  | Evert Jakobsson    | Finnország (FIN)     | nincs adat |       |
| 6.–16. | B  | Jarl Jakobsson     | Finnország (FIN)     | nincs adat |       |
| 6.–16. | B  | Ernest May         | Nagy-Britannia (GBR) | nincs adat |       |
| 6.–16. | ?  | Jalmari Sauli      | Finnország (FIN)     | nincs adat |       |

### Döntő
A döntőt Július 17-én rendezték.
| H                           | Név             | Nemzet           | L          | Mj |
| --------------------------- | --------------- | ---------------- | ---------- | -- |
| Arany                       | Eric Lemming    | Svédország (SWE) | 54,83      | OR |
| Ezüst                       | Arne Halse      | Norvégia (NOR)   | 50,57*     |    |
| Bronz                       | Otto Nilsson    | Svédország (SWE) | 47,11*     |    |
| A selejtezőből rangsorolva. |                 |                  |            |    |
| 4.                          | Aarne Salovaara | Finnország (FIN) | 45,89      |    |
| 5.                          | Armas Pesonen   | Finnország (FIN) | 45,17      |    |
| 6.                          | Juho Halme      | Finnország (FIN) | (44,96)    |    |
| 7.                          | Jalmari Sauli   | Finnország (FIN) | nincs adat |    |

* - a selejtezőből magukkal hozott legjobb eredményt is beleszámították a döntőben